# 5-MeS-DMT
5-MeS-DMT или 5-метилтио-N,N-диметилтриптамин, является малоизвестным психоделическим лекарственным средством. Это 5-метилтио-аналог DMT. 5-MeS-DMT был впервые синтезирован Александром Шульгиным. В его книге TiHKAL (Триптамины, которые я узнал и полюбил), минимальная дозировка указана как 15-30 мг. Указанная длительность для 5-MeS-DMT очень короткая (менее одного часа), так же, как и у аналога, DMT. 5-MeS-DMT производит эффекты аналогичные DMT, но слабее. Шульгин описывает свои чувства при низкой дозе этого препарата как «бессмысленно побитый камнями», хотя при более высокой дозе в 20 мг, он говорит, что он «довольно интенсивный» и предполагает, что более высокая доза все еще может иметь полную активность.
5-MeS-DMT был предметом лишь ограниченного клинического тестирования с несколькими небольшими поведенческими исследованиями у крыс, что указывает на то, что он менее эффективен, чем 5-MeO-DMT или 4-гидрокси-DMT (псилоцин), но более эффективен, чем 4-MeO-DMT или 4-MeS-DMT.